# 諾拉·艾芙倫
诺拉·艾芙隆（英語：Nora Ephron，1941年5月19日—2012年6月26日）出生于美国纽约州纽约市，是一位美国电影制片人、导演、编剧、小说家、剧作家、记者、作家、传记作者，被華文媒體稱之为“美国琼瑶”。
她因指导和写作浪漫喜剧而闻名，著名电影作品有: 《丝克伍事件》、《当哈利碰上莎莉》和《西雅圖夜未眠》。她有时与妹妹 Delia Ephron 合作编剧。最后一部作品是2009年的《美味關係》。

## 生平

### 早年
1941年她生于纽约市曼哈顿。她的父母 Henry Ephron 与 Phoebe (née Wolkind)都是生长于美国东海岸的编剧。她是这个犹太人家庭中四个女儿中最大的一个。在她4岁时，她家移居加州比佛利山，直至1958年她从当地的中学毕业。在她年少时就想未来从事新闻记者行业。后来她回到东海岸并进入衛斯理學院就读政治学，在校时经常为周报写文章，1962年毕业。
諾拉的妹妹 Delia Ephron 和 Amy Ephron 也都是编剧。而妹妹 Hallie Ephron 是名记者、书评人和犯罪小说作家。她的父母在生活境况不好时都染上了酒瘾。

### 事业
早年担任《纽约邮报》记者。后来开始写作及编写剧本。
1989年浪漫愛情喜劇片《当哈利遇见莎莉》为她赢得了英国电影学院奖最佳原创剧本奖。凭借《丝克伍事件》、《当哈利遇见莎莉》和《西雅图夜未眠》三次获得奥斯卡最佳原创剧本奖提名。

### 个人生活
她有过三次婚姻。首任丈夫是作家 Dan Greenburg，9年后两人离婚。第二任丈夫是揭露水门事件的记者卡尔·伯恩斯坦，两人的第一个儿子是 Jacob ，后来在諾拉怀孕第二个儿子 Max 时她发现伯恩斯坦与已婚的英国政治人物 Margaret Jay 有婚外情，因此两人离婚。諾拉把这个事件写成了1983年的小说 Heartburn，1986年她又改编拍摄成电影，由傑克·尼科爾森与梅麗·史翠普主演。Margaret Jay 曾因这本书与电影威胁要控告諾拉，不过最终没有这么做。
她的最后一任丈夫是编剧 Nicholas Pileggi。
根据2009年记者的一次采访得知，尽管她生于一个犹太人家庭，但是她并无虔诚的宗教信仰。她是个坚定的女性主义者，常在散文中讨论女权议题。她以美国知名评论家兼才女朵萝西·派克（Dorothy Parker）为典范。

### 逝世
2012年6月26日，71岁的她死于急性骨髓性白血病引发的肺炎，她于2006年被诊断患上了白血病。
梅麗·史翠普、比利·克里斯托、梅格·瑞安、汤姆·汉克斯、Albert Brooks 和 朗·霍华德 等著名电影人都对她的逝世表达了悲伤，并评价她是一个聪明、热情和风趣的人。

## 电影作品
| 年份 | 作品           | 作品                 | 擔任职务         |
| 年份 | 中文名         | 英文名               | 擔任职务         |
| ---- | -------------- | -------------------- | ---------------- |
| 1983 | 丝克伍事件     | Silkwood             | 编剧             |
| 1986 | 心火           | Heartburn            | 编剧, 小说       |
| 1986 | 当哈利碰上莎莉 | When Harry Met Sally | 编剧, 联合制片   |
| 1989 | 鬼马父女       | Cookie               | 编剧, 监制       |
| 1990 | 扭计大少       | My Blue Heaven       | 编剧, 监制       |
| 1992 | 这是我的一生   | This Is My Life      | 导演, 编剧       |
| 1993 | 西雅图夜未眠   | Sleepless in Seattle | 导演, 编剧       |
| 1994 | 救命恩人       | Mixed Nuts           | 导演, 编剧       |
| 1996 | 天使不设防     | Michael              | 导演, 编剧, 制片 |
| 1998 | 粉騷大聯盟     | All I Wanna Do       | 监制             |
| 1998 | 电子情书       | You've Got Mail      | 导演, 编剧, 制片 |
| 2000 | 来电传情       | Hanging Up           | 编剧, 制片       |
| 2000 | 內神外鬼       | Lucky Numbers        | 导演, 制片       |
| 2005 | 家有仙妻       | Bewitched            | 导演, 编剧, 制片 |
| 2009 | 美味關係       | Julie & Julia        | 导演, 编剧, 制片 |

## 奖项与提名
- (1979) Perfect Gentlemen, 最佳电视系列或迷你剧, 愛倫·坡獎 (提名)
- (1984) Silkwood, 最佳原创剧本, 美国编剧工会奖 (提名)
- (1984) Silkwood, 最佳原创剧本, 奥斯卡奖 (提名)
- (1990) When Harry Met Sally, 最佳编剧, 金球奖 (提名)
- (1990) When Harry Met Sally, 最佳原创剧本, 英国电影学院奖 (获奖)
- (1990) When Harry Met Sally, 最佳原创剧本, 奥斯卡奖 (提名)
- (1990) When Harry Met Sally, 最佳原创剧本, 美国编剧工会奖 (提名)
- (1994) Sleepless in Seattle, 最佳原创剧本, 奥斯卡奖 (提名)
- (1994) Sleepless in Seattle, 最佳原创剧本, 英国电影学院奖 (提名)
- (1994) Sleepless in Seattle, 最佳原创剧本, 美国编剧工会奖 (提名)
- (1994) Crystal Award, Women in Film Crystal Award (获奖)
- (1999) You've Got Mail, 最佳音乐或喜剧片, 卫星奖 (提名)
- (2003) Ian McLellan Hunter Award, 美国编剧工会奖 (获奖)
- (2006) Bewitched, 最差编剧, 金草莓奖 (提名)
- (2009) Julie & Julia, 最佳改编剧本, 卫星奖 (提名)
- (2009) 金苹果奖, Casting Society of America (获奖)
- (2010) Julie & Julia, 最佳改编剧本, 美国编剧工会奖 (提名)[16]

## 小品文精选集
- Crazy Salad
- Wallflower at the Orgy
- (2010) I Remember Nothing: And other Reflections
- (2006) I Feel Bad About My Neck: And Other Thoughts on Being a Woman
- (1975) The Boston Photographs